# Берёзово (Подгоренский район)
Берёзово — село в Подгоренском районе Воронежской области.
Входит в состав Берёзовского сельского поселения.

## Население
| 1859 | 1897  | 2010 |
| ---- | ----- | ---- |
| 853  | ↗1531 | ↘369 |

## Улицы
| - ул. Крайняя, - ул. Павлова, - ул. Победителей, - ул. Садовая, | - ул. Строителей, - пер. Тихий, - ул. Филиппа Бичева, - ул. Центральная. |